# Bataliony Specjalne
Bataliony Specjalne (wł. Battagllioni Speciali) – kolaboracyjne oddziały antypartyzanckie złożone ze Słoweńców i Włochów podczas II wojny światowej.

## Historia
Wiosną 1943 r. Włosi, okupujący Słowenię zaczęli formować cztery specjalne oddziały wojskowe o charakterze antypartyzanckim. Miały one prowadzić ofensywną działalność przeciwko komunistycznej partyzantce. W ich skład weszli wybrani członkowie Ochotniczej Milicji Antykomunistycznej (MVAC) i Włosi z oddziałów Czarnych Koszul. Bataliony zostały podporządkowane włoskiemu XI Korpusowi Armijnemu. Liczyły one średnio po około 260 żołnierzy, w tym około 60 Słoweńców, zgrupowanych w dwóch kompaniach. Nosili oni włoskie mundury. Oddziały były wyposażone i uzbrojone w broń włoską. Na czele każdego batalionu stał włoski oficer, zaś dowódcami kompanii byli Słoweńcy z MVAC. Ich krótka działalność zakończyła się po ogłoszeniu przez Włochy rozejmu we wrześniu 1943 r.

## Skład organizacyjny
- 1 Batalion Specjalny (Lublana) – d-ca kpt. Emilio di Pumpa (d-cy kompanii Dore Bajec, kpt. Vuk Rupnik)
- 2 Batalion Specjalny - d-cy kompanii Anton Car, kpt. Albin Cerkvenik
- 3 Batalion Specjalny - d-cy kompanii por. Emil Savelli, kpt. Dejan Suvadžić
- 4 Batalion Specjalny - d-cy kompanii kpt. A. Cerkvenik, Franc Mesič